# Narra
Narra é um município de  primeira classe de renda municipal (d) na província de Palauã, nas Filipinas. De acordo com o censo de 1 de maio  de  2020 possui uma população de 77 948 pessoas e 19 513 domicílios.